# Таловка (Яшкинський округ)
Та́ловка (рос. Таловка) — село у складі Яшкинського округу Кемеровської області, Росія.

## Населення
Населення — 534 особи (2010; 665 у 2002).
Національний склад (станом на 2002 рік):
- росіяни — 94 %